# Theo Strohschnieder
Theodor „Theo“ Strohschnieder (* 21. Januar 1923 in Cloppenburg; † 30. Mai 2011) war ein deutscher Leichtathlet, der sich auf den Dreisprung spezialisiert hatte.

## Karriere
Theo Strohschnieder sprang für den TV Cloppenburg. Er gewann drei deutsche Meistertitel: 1949 in Bremen, 1954 in Hamburg und 1955 in Frankfurt am Main. 1950 in Stuttgart wurde er Zweiter hinter Werner Bodenhagen.
Strohschnieder trat von 1954 bis 1956 bei 12 Meisterschaften und Länderkämpfen im Nationaltrikot an. Bei den Europameisterschaften 1954 in Bern belegte Theo Strohschnieder mit 14,15 Meter im Vorkampf den achten Platz. In der Qualifikation hatte er 14,66 Meter erreicht.
Seine Bestleistung im Dreisprung betrug 15,31 Meter, aufgestellt am 5. August 1955 bei den Deutschen Meisterschaften in Frankfurt am Main.